# Dionne Bromfield
Dionne Julia Bromfield (1 de febrero de 1996, Londres) es una cantante británica conocida por su estilo y la temprana edad con la que se inicia en el mundo de la música. Bromfield debutó con su primer álbum, Introducing Dionne Bromfield (Presentando a Dionne Bromfield), fue lanzado en 2009 con el apoyo de su madrina musical Amy Winehouse. Saltó a la fama tras aparecer en un programa británico de televisión muy conocido, Strictly Come Dancing.

## 2009-2010: Inicios musicales y Introducing Dionne Bromfield
Bromfield asistió al Beaverwood School for Girls de Chislehurst hasta 2009. Apareció por primera vez en YouTube cantando un cover de Alicia Keys, "If I Aint Got You", con su madrina Amy Winehouse. Asiste actualmente a la escuela Sylvia Young Theatre School de Westminster. Lanzó su primer álbum en octubre de 2009, llamado Introducing Dionne Bromfield, que debutó en el puesto 33 de la lista británica.

## 2010-presente:Good for the Soul
En enero de 2011, Bromfield anunció que lanzaría su segundo disco en el verano. Su primer sencillo se conoció como Yeah Right. En mayo de 2011 lanzó el segundo sencillo, llamado Foolin, que no llegó al top 10 de las listas británicas. El tercer sencillo, "Spinnin For 2012" llegó al puesto 3 en las listas británicas. Finalmente lanzó su disco en julio de 2011 y alcanzó la posición 26 en las listas británicas. Su disco ha sido promovido con sus apariciones en programas de televisión tales como Blue Peter y Fern

## Discografía

### Álbumes de estudio
| Título del Álbum             | Detalles | Posición |
| Título del Álbum             | Detalles | UK       |
| ---------------------------- | --- | -------- |
| Introducing Dionne Bromfield | - Lanzamiento: 12 de octubre de 2009 - Discográfica: Lioness / Island (2720319) - Formato: CD, Digital Download | 17       |
| Good for the Soul            | - Lanzamiento: 4 de julio de 2011 - Discográfica: Lioness / Island - Formato: CD, Descarga Digital              | 1        |

### Simples
| Año  | Sencillo                                                         | Posición | Posición | Posición | Álbum                        |
| Año  | Sencillo                                                         | UK       | BUL      | HUN      | Álbum                        |
| ---- | ---------------------------------------------------------------- | -------- | -------- | -------- | ---------------------------- |
| 2009 | "Mama Said"                                                      | 43       | —        | —        | Introducing Dionne Bromfield |
| 2009 | "Ain't No Mountain High Enough/ I Saw Mummy Kissing Santa Claus" | —        | —        | —        | Introducing Dionne Bromfield |
| 2011 | "Yeah Right" (feat. Diggy Simmons)                               | 36       | —        | 20       | Good for the Soul            |
| 2011 | "Foolin'" (feat. Lil Twist)                                      | —        | 8        | —        | Good for the Soul            |
| 2011 | "Spinnin For 2012"(with. Tinchy Stryder)                         | 3        |          | 9        | Good for the Soul            |

### Otras canciones
| Año  | Simple                   | Posición | Álbum                        |
| Año  | Simple                   | UK       | Álbum                        |
| ---- | ------------------------ | -------- | ---------------------------- |
| 2009 | "Foolish Little Girl"    | —        | Introducing Dionne Bromfield |
| 2011 | "Good for the Soul"      | —        | Good for the Soul            |
| 2011 | "Get Up Offa That Thing" | —        | non-album track              |

### Apariciones en soundtrack
| Año  | Simple                           | Posición | Filme            |
| Año  | Simple                           | UK       | Filme            |
| ---- | -------------------------------- | -------- | ---------------- |
| 2011 | "Ouch" (feat. Mz Bratt)          | —        | Demons Never Die |
| 2012 | "Who Says You Can't Have It All" | —        | StreetDance 2    |

## Videografía

### Videos musicales
| Título                          | Año  | Director(es)           | Artist(as)                             | Ref.          |
| ------------------------------- | ---- | ---------------------- | -------------------------------------- | ------------- |
| "Mama Said"                     | 2009 | Ben Jones              | Dionne Bromfield                       | [ 7 ]         |
| "Foolish Little Girl"           | 2009 | Jon Moon               | Dionne Bromfield                       | [ 8 ] [ 9 ]   |
| "Ain't No Mountain High Enough" | 2009 | Jon Moon               | Dionne Bromfield (feat. Zalon)         | [ 10 ]        |
| "Yeah Right"                    | 2011 | Emil Nava              | Dionne Bromfield (feat. Diggy Simmons) | [ 11 ]        |
| "Foolin'"                       | 2011 | Trudy Bellinger        | Dionne Bromfield                       | [ 12 ] [ 13 ] |
| "Spinnin' for 2012"             | 2011 | Dale "Rage" Resteghini | Dionne Bromfield (with Tinchy Stryder) | [ 14 ]        |
| "Ouch"                          | 2011 | Arjun Rose             | Dionne Bromfield (feat. Mz Bratt)      | [ 15 ] [ 16 ] |

## Filmografía
| Televisión | Televisión            | Televisión            | Televisión |
| Año        | Título                | Rol                   | Notas |
| ---------- | --------------------- | --------------------- | --- |
| 2009       | Strictly Come Dancing | Performer             | Dionne Bromfield interpretó su simple 2009 "Mama Said" |
| 2011-2014  | Friday Download       | Co-presenter          | Friday Download estrenado como una serie de 13 capítulos CBBC programa de televisión infantil del 6 de mayo de 2011 al 5 de agosto de 2011. Bromfield siguió presentando el espectáculo emitido en CBBC en 2012. El espectáculo terminó en 2014. |
| 2011       | OK! TV                | Guest and performer   | Bromfield was interviewed by Matt Johnson & Kate Walsh. She also performed her 2011 single "Yeah Right" |
| 2011       | Blue Peter            | Ejecutante            | Bromfield ejecutó su simple en 2011 "Yeah Right" |
| 2011       | Freshly Squeezed      | Huésped               | Bromfield fue entrevistada por Matt Edmondson |
| 2011       | Fern                  | Invitada e intérprete | Bromfield es entrevistada por Fern Britton e interpretó su simple 2011 "Yeah Right" |
| 2011       | Born to Shine         | Intérprete            | Bromfield y Tinchy Stryder interpretraron su tema oficial 2011 2012 Summer Olympics torch relay theme song, "Spinnin' for 2012" |
| 2011       | Lorraine              | Invitada              | Bromfield es entrevistada por Lorraine Kelly |
| 2011       | The Big Performance   | Invitada              | |
| 2011       | Taniec z Gwiazdami    | Intérprete            | Bromfield interpretó su simple 2011 "Foolin'" |
| 2015       | Up All Night          | Dionne                | |

## Galardones y nominaciones
| Año  | Galardón    | Categoría           | Resultado | Ref.  |
| ---- | ----------- | ------------------- | --------- | ----- |
| 2011 | MOBO Awards | Best R&B / Soul act | nomin.    | [ 1 ] |

| Año  | Galardón     | Categoría                               | Resultado | Ref.   |
| ---- | ------------ | --------------------------------------- | --------- | ------ |
| 2012 | BAFTA Awards | Best Children's Entertainment Programme | ganó      | [ 25 ] |

## Vida privada
Es ahijada de la fallecida cantante Amy Winehouse.